# Mačevalački klub Karlovac
Mačevalački klub Karlovac osnovan je 10. listopada 2003. i prvi je sportski klub takve vrste u Karlovcu od početka Drugog svjetskog rata.
Klub je osnovan na inicijativu Miroslava Brežana, međutim klub je zbog nedostatka stručnog kadra, točnije profesionalnog trenera, počeo s aktivnim i intenzivnim radom tek 1. rujna 2009. Do sada Mačevalački klub Karlovac ima 30-ak stalnih članova, što djece, što rekreativaca, od 5,5 godina do 80 godina starosti. Treninzi se odvijaju u takozvanom Atomskom skloništu pored karlovačke Gimnazije u Rakovcu te u dvorani OŠ Dubovac.

## Karlovac grad mačevanja
Ono što je manje poznato je činjenica da je Karlovac nekada bio centar mačevalačkog sporta. Kao vojni grad, u njemu se mačevanje prakticiralo i treniralo po mnogim vojarnama i vojnim ustanovama. Također je manje poznato da je Milan Neralić, mačevaoc rodom iz Slunja, svoju vještinu mačevanja "brusio" upravo u Karlovcu. On je bio prvi hrvatski olimpijac, i što je još važnije, prvi Hrvat koji je osvojio olimpijsku medalju. Ona je bila brončanog sjaja, a osvojena je u disciplina sablja 1900. godine na Olimpijskim igrama u Parizu. Medalja je osvojena pod Austro-Ugarskom zastavom, tako da ju danas prisvajaju Mađari, Hrvati, ali ponajviše Austrijanci zbog činjenice da je Neralić velik dio svojeg kasnijeg života proveo u Austriji.

## Unutarnje poveznice
- Mačevanje
- Milan Neralić

## Vanjske poveznice
- Mačevalački klub Karlovac - službene stranice